# وانت وانت چاینا
وانت وانت چاینا (به انگلیسی: Want Want China) شرکت صنایع غذایی چینی است، که در زمینه تولید و توزیع نوشیدنی، اسنک و فراورده‌های لبنیاتی فعالیت می‌کند.
شرکت وانت وانت چاینا در سال ۲۰۰۷ تأسیس شد و در حال حاضر بزرگترین تولیدکننده کیک‌های برنجی و شیر در چین، تایوان و هنگ کنگ می‌باشد.
دفتر مرکزی این شرکت در شهر شانگهای قرار دارد و بخشی از سهام آن در بازار بورس اوراق بهادار هنگ کنگ معامله می‌شود.